# Teodora Comnena Angelina
Teodora Comnena Angelina foi uma princesa bizantina, quarta filha do imperador Aleixo I Comneno e Irene Ducena. Ela se casou com Constantino Ângelo, almirante na Sicília, com quem teve sete filhos. Os imperadores bizantinos Aleixo III Ângelo e Isaac II Ângelo eram seus netos, fazendo dela uma ancestral da dinastia dos Ângelos.

## Família
Teodora nasceu em Constantinopla em 15 de janeiro de 1096, quarta de cinco filhas de Aleixo e Irene. Ela tinha oito irmãos, entre eles o imperador João II Comneno e a historiadora Ana Comnena. Seus avós paternos eram João Comneno e Ana Dalassena e os maternos, Andrônico Ducas e Maria da Bulgária.
Teodora casou-se com Constantino Ângelo (c. 1085 - depois de julho de 1166) em algum momento antes de 1120. Ele era filho de Manol Ângelo e um comandante militar do imperador Manuel I na época e se tornaria depois o almirante da frota imperial na Sicília. O historiador bizantino Nicetas Coniates nomeia Theodoram Alexii avi Manuelis filiamcomo esposa de Constantium Angelum. O casal teve sete filhos, embora seja possível que eles tenham tido oito filhosː
- João Ducas (c. 1126- 1200), governador de Epiro, casou primeiro com uma senhora cujo nome não se sabe e com quem teve dois filhos; depois, com Zoé Ducena, com quem teve três filhos;
- Aleixo Comneno Ângelo, casado e pai de um filho;
- Andrônico Ducas Ângelo († após 1185), casou com Eufrosina Castamonitissa, com quem teve nove filhos, incluindo os imperadores Aleixo III Ângelo e Isaac II Ângelo;
- Isaac Ângelo, comandante militar da Cilícia;
- Maria Angelina, casou com Constantino Camitzes, com quem teve uma filha;
- Eudóxia Angelina, casada com Basileu Tsicandeles;
- Zoé Angelina, casada com Andrônico Sinadeno.

Não se sabe quando Teodora Comnena faleceu. Entre seus numerosos descendentes estava Irene Angelina, esposa de Filipe da Suábia, o que faz dela uma ancestral de todas as casas reais europeias (através da casa dos Hohenstaufen).